# Acris
Az Acris  a kétéltűek (Amphibia) osztályába és  a békák (Anura) rendjébe a levelibéka-félék (Hylidae) családjába és a Acrisinae alcsaládba tartozó nem.

## Rendszerezés
A nembe az alábbi fajok tartoznak:
- Acris blanchardi Harper, 1947
- északi sáskabéka (Acris crepitans) Baird, 1854
- déli sáskabéka (Acris gryllus) (LeConte, 1825)

|  |